# Левитин, Самуил Анатольевич
Самуил Анатольевич Левитин (24 декабря 1876 Новгород-Северский, Черниговская губерния) — российский педагог, народный учитель, член редакции известного педагогического издания «Русская школа», журналист.
Окончил философский факультет Лейпцигского университета. Получил степень доктора философии. Печатался в «Свободном воспитании», «Вестнике еврейского просвещения», «Вольном университете» и других изданиях.
Заведовал отделом «Новейшие педагогические течения» журнала «Русская школа».

## Избранное
- «Педагогика и милитаризм в Германии», Петроград, 1915